# Xlocja'Tulum
Xlocja'Tulum är en ort i Mexiko.   Den ligger i kommunen Ocosingo och delstaten Chiapas, i den sydöstra delen av landet, 800 km öster om huvudstaden Mexico City. Xlocja'Tulum ligger 1 364 meter över havet och antalet invånare är 168.
Terrängen runt Xlocja'Tulum är kuperad. Runt Xlocja'Tulum är det glesbefolkat, med 16 invånare per kvadratkilometer. Närmaste större samhälle är Ocosingo, 16,0 km öster om Xlocja'Tulum. I omgivningarna runt Xlocja'Tulum växer i huvudsak städsegrön lövskog.